# دوکتاون، نیوبرانزویک
دوکتاون، نیوبرانزویک (به انگلیسی: Doaktown, New Brunswick) یک منطقهٔ مسکونی در کانادا است که در شهرستان نورث‌آمبرلند، انتاریو واقع شده‌است. دوکتاون ۷۹۲ نفر جمعیت دارد و ۳۰ متر بالاتر از سطح دریا واقع شده‌است.